# Zanclidia testacea
Zanclidia testacea är en fjärilsart som beskrevs av Butler 1881. Zanclidia testacea ingår i släktet Zanclidia och familjen mätare. Inga underarter finns listade i Catalogue of Life.